# Alexander Hislop
Alexander Hislop (Duns, Escocia, 1807; Arbroath, 13 de marzo de 1865) fue ministro de la Iglesia Libre de Escocia, famoso por su abierta crítica contra la Iglesia católica. Fue hijo de Stephen Hislop (fallecido en 1837), de oficio albañil y anciano de la Iglesia Presbiteriana Unida de Escocia. Un hermano de Alexander del mismo nombre que su padre, Stephen Hislop, (1817–1863) fue un conocido naturalista y misionero en la India.
Alexander se desempeñó como maestro de parroquia en Wick, Caithness. En 1831 contrajo matrimonio con Jane Pearson. Posteriormente fue editor del diario Scottish Guardian y se unió a la Iglesia Libre de Escocia durante el cisma de la Iglesia de Escocia en 1843. Fue ordenado ministro en 1844 en la Iglesia Libre del Este en Arbroath, Escocia convirtiéndose en ministro principal en 1864. Falleció de un derrame cerebral después de más de dos años de enfermedad.
Escribió varios libros siendo el más conocido Las Dos Babilonias: La adoración papal prueba ser la adoración de Nimrod y su esposa.

## Las Dos Babilonias
La obra más famosa de Hislop fue publicada inicialmente como folleto en 1853 y, luego de numerosas revisiones y ampliaciones, fue publicada como libro en 1858. Ha sido calificada por sus críticos como "propaganda de teorías conspiracionales" producto de la mezcla de "conocimientos rudimentarios sobre la antiguo Medio Oriente y una vívida imaginación."
Hislop afirma en su libro que la Iglesia católica es en realidad una religión de misterio babilónica, pagana, y que sólo los protestantes adoran al verdadero Jesús y al verdadero Dios. Según Hislop, las prácticas religiosas católicas serían en realidad prácticas paganas incorporadas al cristianismo por el emperador Constantino. Los elementos de la religión pagana de Roma (incluyendo la adoración de la "madre y el hijo") habrían sido transferidas al cristianismo mediante la fusión de personajes cristianos con personajes de la mitología romana. De esta manera la "diosa-madre" se habría convertido en la "Virgen María" y el "niño-dios Júpiter" en el "niño-dios Jesús".
Según la teoría de Hislop, el origen de la veneración católica la Virgen María se remontaría a la antigua babilonia, a una mujer llamada Semíramis, quien habría originado el culto a la diosa-madre. Dicho culto posteriormente se habría diseminado por el mundo y por la historia tomando el nombre de Ishtar en Babilonia, Isis en Egipto, y Venus, Hestia y Juno en Grecia y Roma. Diferentes nombres pero siempre desempeñando un lugar principal en los cultos basados en la religión de misterio babilónica.
Respecto a Semiramis, Hislop afirma en su libro que habría sido esposa de Nemrod (fundador de la antigua Babilonia y su religión). Una mujer extraordinariamente hermosa que dio a luz, mediante una concepción seudo-virginal, a un hijo al que llamó Tammuz. Hislop califica este alumbramiento como un presagio diabólico del nacimiento de Cristo tramado por Satanás. Según Hislop, cuando Nemrod fue asesinado durante el embarazo de Semiramis esta afirmó que su hijo Tammuz era en realidad Nemrod re-encarnado, originando el culto a la diosa-madre.
Hislop afirma en su libro que, aunque Constantino declaró haberse convertido al cristianismo, en realidad siguió siendo pagano. Bajo la influencia de Satanás, Constantino habría cambiado los nombres de los dioses paganos por nombres cristianos, fusionando ambas creencias con la finalidad de sacar ventajas políticas.